# Rana holtzi
Rana holtzi es una especie de anfibio anuro de la familia Ranidae.

## Distribución geográfica
Esta especie es endémica de la provincia de Mersin en Turquía. Se encuentra en Karagöl a 2500 m sobre el nivel del mar, en Çinigöl a 2600 m sobre el nivel del mar y en Eğrigöl a 3000 m sobre el nivel del mar en Bolkar en las montañas Taurus.

## Etimología
Esta especie lleva el nombre en honor a Martin Holtz.

## Publicación original
- Werner, 1898 : Über einige neue Reptilien und einen neuen Frosch aus dem cilicischen Taurus. Zoologischer Anzeiger, vol. 21, n.º 555, p. 217-223[4]